# Fàbrica-magatzem Roca i Clos
La Fàbrica-magatzem Roca i Clos és un edifici modernista del municipi d'Igualada (Anoia). És una senzilla construcció industrial del Modernisme de la segona època, on el més remarcable és la façana exterior construïda amb pedra recoberta d'estuc de color ocre que deixa ressaltar el totxo vermell que domina la decoració amb línies sinuoses que arriben fins a l'acabament superior de l'edifici. Destaquen també les obertures amb un acabat excel·lent de totxo. Cal remarcar la preocupació de l'arquitecte per amagar les rasants de la teula aixecant per això el cos superior de l'edifici. La façana de l'Amor adopta un caràcter més racional. Està protegit com a bé cultural d'interès local.